# Kisz (postać biblijna)
Kisz – postać starotestamentowa, syn Abiela, ojciec króla Saula, Beniaminita z linii Afijacha. Pochodził z miasta Gibea. Był odważnym wojownikiem. Żył w XI wieku p.n.e.

## Wypadek z oślicami
Pewnego razu zginęły mu oślice, wysłał więc po nie swojego syna oraz jednego z chłopców. Dzięki temu wydarzeniu Saul spotkał się z Samuelem, który namaścił go na króla. Później oślice znalazły się, lecz wtedy Kisz bardziej martwił się o wysłanników. Miał w tym czasie prawdopodobnie ponad 60 lat.

## Rodzina
Rodzice: Abiel (zwany w Pierwszej Księdze Kronik Abi-Gibeonem) i Maaka
Od Beniamina do Kisza: Beniamin, Afijach (w Biblii imię to nie pojawia się tam, gdzie wypisane są rody Beniaminitów. Jest to zapewne alternatywna nazwa jednego z wypisanych imion), Bekorat, Sesor, Abiel, Kisz.
Bracia Kisza od najstarszego do najmłodszego: Abdon, Sur, Baal, Ner, Nabad, Gedor, Achio, Zeker (forma skrócona imienia Zachariasz) i Miklot. Kisz był Młodszy od Sura, natomiast starszy od Baala.
Syn: Saul.